# Обуховка (Большесолдатский район)
Обуховка — деревня в Большесолдатском районе Курской области. Входит в Волоконский сельсовет.

## География
Деревня находится в 62 километрах к юго-западу от Курска, в 14 километрах к северу от районного центра — села Большое Солдатское, в 1 км от Волоконска (центр сельсовета).

## Население
| 2002 | 2010 |
| ---- | ---- |
| 29   | ↗31  |

## Инфраструктура
Личное подсобное хозяйство с зоной сельскохозяйственного использования, индивидуальная застройка усадебного типа.
Основа экономики — сельское хозяйство.

## Транспорт
Обуховка находится в 12 км от автодороги регионального значения 38К-004 (Дьяконово — Суджа — граница с Украиной), в 0,8 км от автодороги межмуниципального значения 38Н-084 (38К-004 — Волоконск) и в 0,9 км от 38Н-741 (Волоконск — Ширковский), в 11 км от ближайшего ж/д остановочного пункта Деревеньки.